# 秦令欧奈
秦 令欧奈（はだ れおな、2000年7月13日 - ）は、関西テレビのアナウンサー。東京都文京区出身。

## 来歴
慶應義塾大学商学部卒業後、2024年4月に関西テレビ放送入社。男性の新卒採用アナウンサー入社は4年ぶり。同期は田中友梨奈。
社内研修を経て同年7月2日、newsランナー番組内の「USJのサマースプラッシュパレード」中継にて、レポーターデビュー。
以降、newsランナー+でのスポットニュースなど、関西テレビ制作番組に不定期で出演。

## 人物
- 家族構成は両親と姉。父と母はインドで出会った。実家では犬を飼っている。犬の名前は大観（たいかん）。
- 座右の銘は『人間万事塞翁が馬』[3]。
- 大学時代は慶應義塾體育會空手部に所属、4年生時には六将として第81回早慶空手定期戦に出場し、部の勝利に貢献した[4][5]。また同大会では優秀選手賞を受賞している[6]。スポーツは空手の他、小学校から高校までサッカーにも熱中していた。
- 幼い頃から人前で話すことが苦手でありコンプレックスであった。このままでは就職活動時に悪影響を及ぼすかもしれないと考え、大学2年生の時に一念発起してアナウンススクールに通い始める。徐々に緊張を解き解して話すコツを掴み、上手く話せた時の達成感が大きかったことがアナウンサーを目指す切っ掛けになったという[7][8]。

## 出演番組

### 現在
- シネマTrip!（2024年7月 - ） - 田中友梨奈と隔週で担当
- newsランナー（2024年7月 - ）天気予報、ランナーマガジン、見逃し厳禁！おっカネ～NEWS（金曜日）担当。火曜日、木曜日、金曜日
- モモコのOH!ソレ!み〜よ!（2024年8月17日 - ） - 『ナジャ・グランディーバのイケ麺さがし』コーナー進行。不定期
- ドっとコネクト - 中継担当。不定期
- Live News イット! - 関西版ニュース担当。隔週日曜日
- FNN Live News α - 関西版ニュース担当。隔週金曜日
- めざましどようび - 関西版ニュースを隔週で担当。
- 旬感LIVE とれたてっ! - 中継担当。不定期[9]
- newsランナープラス - 隔週金曜日担当
- ごきげんライフスタイル よ〜いドン!（2024年8月30日 - ） - 『週末！ほし☆ガール』コーナーレポーター
- 水曜はJ！（2025年4月〜）-進行担当

### 過去

#### 情報番組・バラエティ番組
- ごきげんライフスタイル よ〜いドン!（2024年7月4日 - 8月12日） - お天気コーナー担当。不定期[10]
- 菊池風磨のスポーツキングダム（2024年9月22日）
- ウラマヨ!（2024年9月28日）
- 春高バレー関西地区代表決定戦（2024年10月28日）

#### テレビドラマ
- 月10ドラマ「モンスター」 第1話（2024年10月14日） - アナウンサー 役[11]

#### 映画
- エイリアン:ロムルス（2024年9月6日公開） -  アナウンス ※日本語吹き替え版